# Hochstein (Arbermassiv)
Der Hochstein ist ein 1134 m ü. NHN hoher Sporn des Berges Heugstatt (1262 m) im Bayerischen Wald. Zum Naturraum Arbermassiv gehörend liegt er im Gemeindegebiet von Drachselsried im bayerischen Landkreis Regen.
Der Hochstein erhebt sich nordöstlich über dem Zellertal mit Drachselsried sowie den zu dieser Gemeinde gehörenden Ortschaften Blachendorf, Rehberg, Oberried und Unterried. Westlich schließt sich das Gemeindegebiet von Arnbruck an, nördlich das von Lohberg und südöstlich jenes von Bodenmais.
Von seinem mächtigen Felsriegel mit Gipfelkreuz geht der Ausblick nicht nur über das gesamte Zellertal, sondern bis zum Höhenzug des Vorderen Bayerischen Waldes sowie zum Gebiet des Nationalpark Bayerischer Wald mit dem Großen Rachel und in Gegenrichtung zum Kaitersberg. An klaren Tagen bei Föhneinfluss reicht die Sicht bis zu den Alpen.
Zum Hochstein führen markierte Wanderwege von Arnbruck, Drachselsried, Oberried, Schareben und Bodenmais, wobei das letzte Stück ziemlich steil und felsig ist.